# Сидоренко Анатолій Дмитрович
Анато́лій Дми́трович Сидо́ренко (? — 2022) — старшина 95-ї окремої десантно-штурмової бригади Збройних сил України, учасник російсько-української війни, що загинув у ході російського вторгнення в Україну 2022 року.

## Життєпис
Командир відділення в підрозділі 95 ОДШБр.
Загинув 2022 року.
Чин прощання з полеглим та його бойовими побратимами Аркадієм Бойком і добровольцем Володимиром Білоцьким, які також загинули в боях з російськими окупантами, відбувся 20 березня 2022 року в Житомирі. Похований на Смолянському військовому кладовищі.

## Нагороди
- Орден «За мужність» III ступеня (2022, посмертно) — за особисту мужність і самовіддані дії, виявлені у захисті державного суверенітету та територіальної цілісності України, вірність військовій присязі[2].